# 無神論者の一覧
無神論者の一覧（むしんろんしゃのいちらん）は、著名な無神論者を一覧にしたもの。
自説としての無神論を展開していないが、一般に無神論者とされるものを含む。神の実在に懐疑的なもの（→懐疑主義）、単に宗教を批判したもの（→無宗教）などはこの一覧には含まない。

## 一覧
- アイザック・アシモフ
- ハワード・フィリップス・ラヴクラフト
- カール・マルクス
- カミール・パーリア
- 金正恩
- ジークムント・フロイト[1]
- ジョン・マッカーシー[2]
- マービン・ミンスキー[3]
- マリ・キュリー[4][5]
- リチャード・P・ファインマン[6]
- ライナス・ポーリング[7]
- ハーマン・J・マラー[8]
- クロード・シャノン[9]
- アラン・チューリング[10]
- ポール・ディラック[11]
- ゴッドフレイ・ハロルド・ハーディ
- リチャード・ロバーツ[12]
- ジェームズ・ワトソン[13]
- フランシス・クリック[14]
- リチャード・ストールマン[15]
- リーナス・トーバルズ[16]
- ノーム・チョムスキー
- リチャード・ドーキンス
- バートランド・ラッセル
- フリードリヒ・ニーチェ
- マルキ・ド・サド
- ピーター・フランクル
- パックン
- ジョン・レノン
- モーリス・ラヴェル
- スタンリー・キューブリック
- スティーヴン・ホーキング
- デモクリトス
- エピクロス
- ルクレティウス
- ヴォルテール
- ディドロ
- アルベール・カミュ
- サルトル
- ピーター・アトキンス
- ウラジーミル・レーニン
- ヨシフ・スターリン
- グレアム・チャップマン
- ジョン・クリーズ
- テリー・ジョーンズ
- エリック・アイドル
- テリー・ギリアム
- マイケル・ペイリン